# 리메이크
리메이크(영어: remake)는 어떤 창작물을 그것과 같은 장르나 다른 장르로 다시 바꿔 만드는 것을 말한다. 대부분의 경우 창작의 주체는 다른 사람이지만, 가끔은 최초 창작자 본인인 경우도 있다. 원작을 충실하게 따르거나 시대 상황, 배경에 맞추어 재해석한다.

## 같이 보기
- 커버 (음악)